# Convento del Bosco ai Frati
El Convento de Bosco ai Frati está situado en la comuna (municipio) de Scarperia e San Piero, en medio de bosques de robles . El área se encuentra en la provincia de Florencia, en la región italiana de Toscana, y está situada a unos 25 kilómetros al noreste de Florencia.

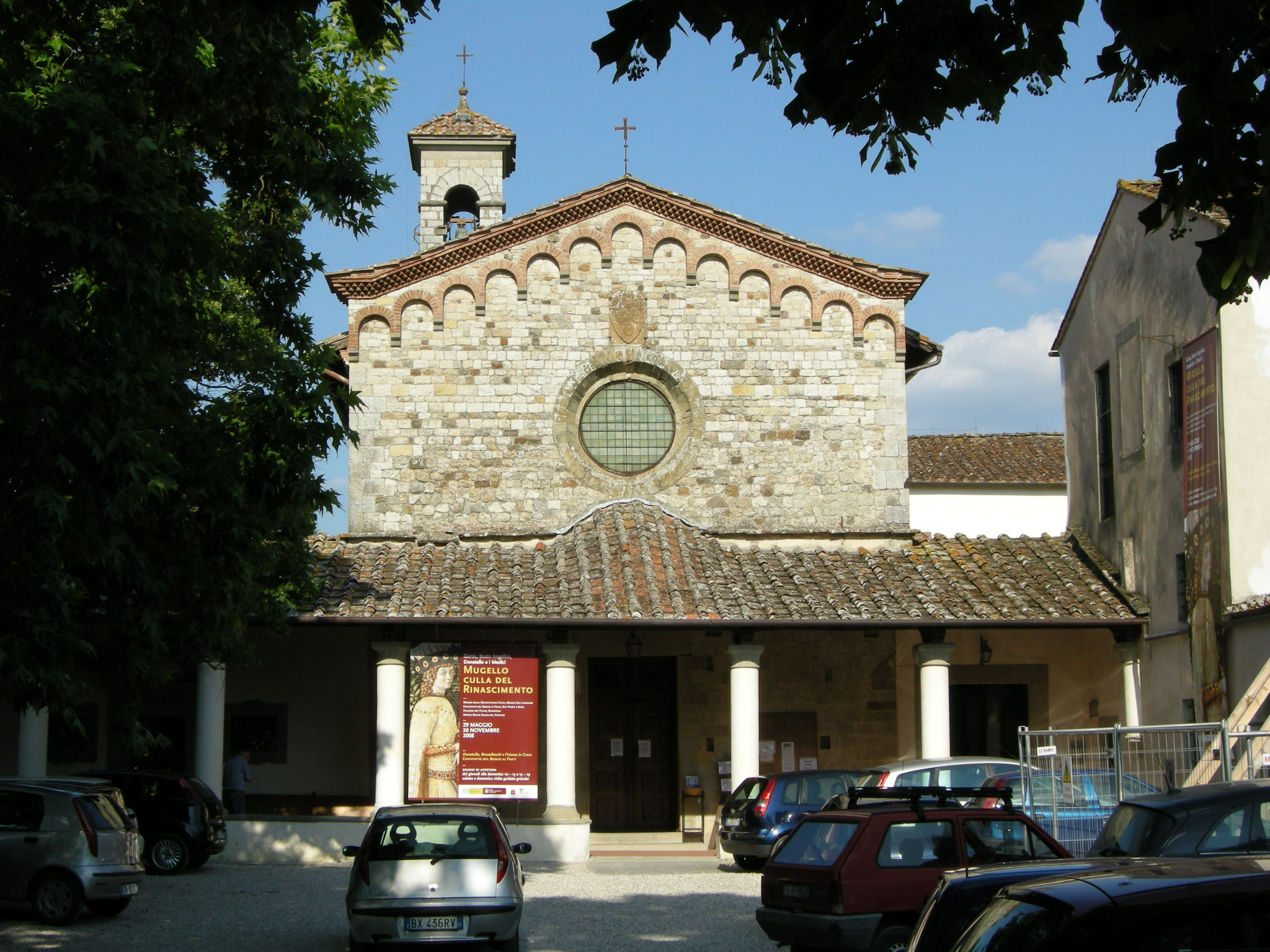
Convento de Bosco ai Frati

## Historia y descripción
El convento fue fundado probablemente por los Ubaldini, una familia noble local posiblemente de origen lombardo, en el siglo VI, y luego se convirtió en un monasterio de los Basilianos en el siglo IX que, retirándose de las tierras "latinas", lo abandonaron hacia 1012. En algún momento pasó a ser ocupado por un grupo de ermitaños, hasta que en 1206 fue donado junto con gran parte del bosque, a San Francisco de Asís. Los franciscanos ocuparon el convento en 1212. Entre los que vivieron allí se encontraba el Venerable Giovanni da Perugia (Juan de Perugia), conocido como Lo Scalzo (el Descalzo), Vicario General de la Orden en tiempos de San Francisco, y el padre Benedetto de Gavorraccio. Protegido por la familia Ubaldini, vivió allí el cardenal Ottaviano y, desde 1273, fra Bonaventura de Bagnoregio que, precisamente mientras era aquí huésped, recibió las insignias cardenalicias y la nominación a obispo de Albano. La tradición dice que el fraile franciscano fue alcanzado por la noticia mientras realizaba una de sus humildes acciones cotidianas, es decir, lavando platos en una caldera de piedra todavía existente hoy en día, conservada desde entonces dentro de una capilla en la loggia exterior en la cocina del convento. 

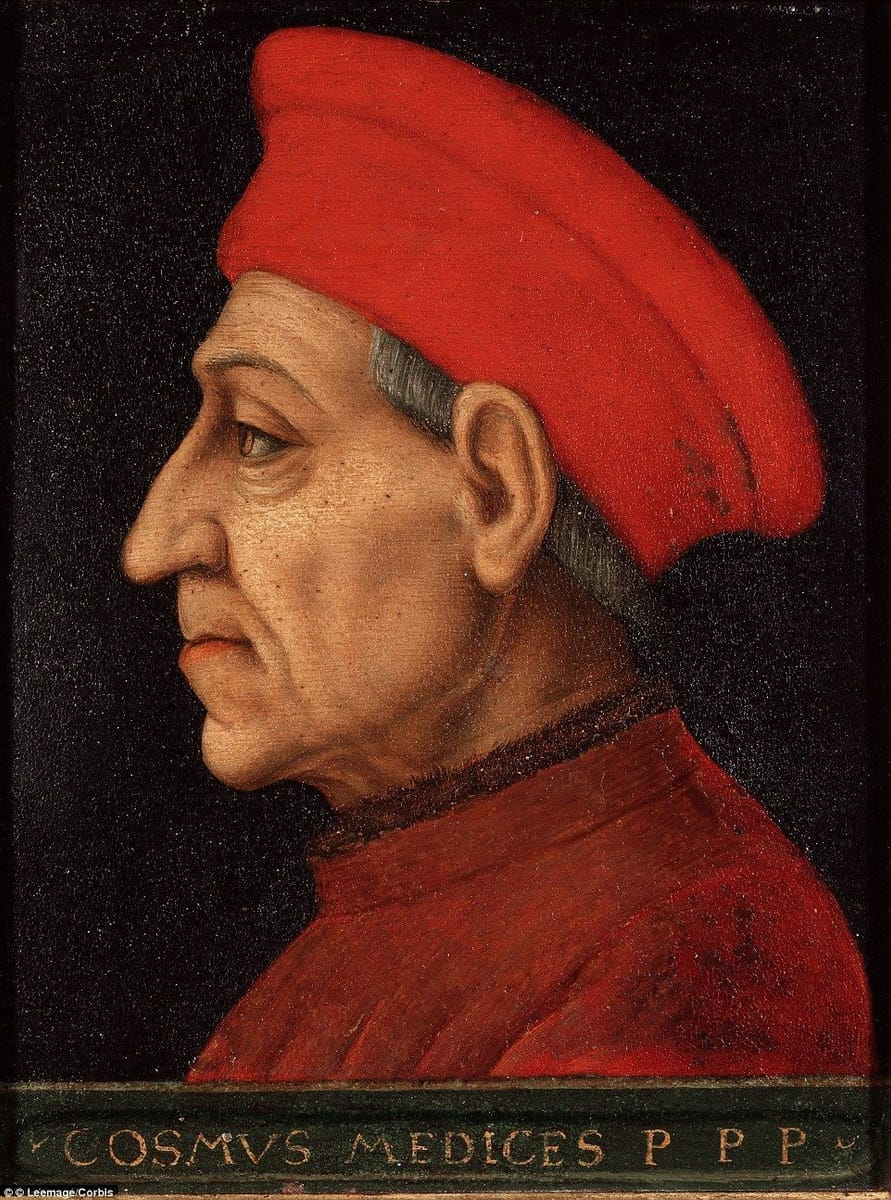
Cosme de' Medici el Viejo

En 1349, el convento fue abandonado casi por completo a causa de la peste negra y no volvió a florecer hasta 1420, cuando Cosme de' Medici (el Viejo) lo compró, lo reconstruyó, amplió el refectorio, construyó el campanario (campanile), el claustro, la sacristía, el aljibe y la logia, este último según un proyecto de Michelozzo, que modificó la iglesia de San Buenaventura, situada en el interior del convento, dotándola de un pórtico con columnas en el exterior y no en el interior, embelleciendolo con una sola nave con bóveda de crucería y se amplió el coro poligonal. Delante de este último hay un retablo de madera del siglo XVI que muestra las armas de los Medici en intarsia de oro.

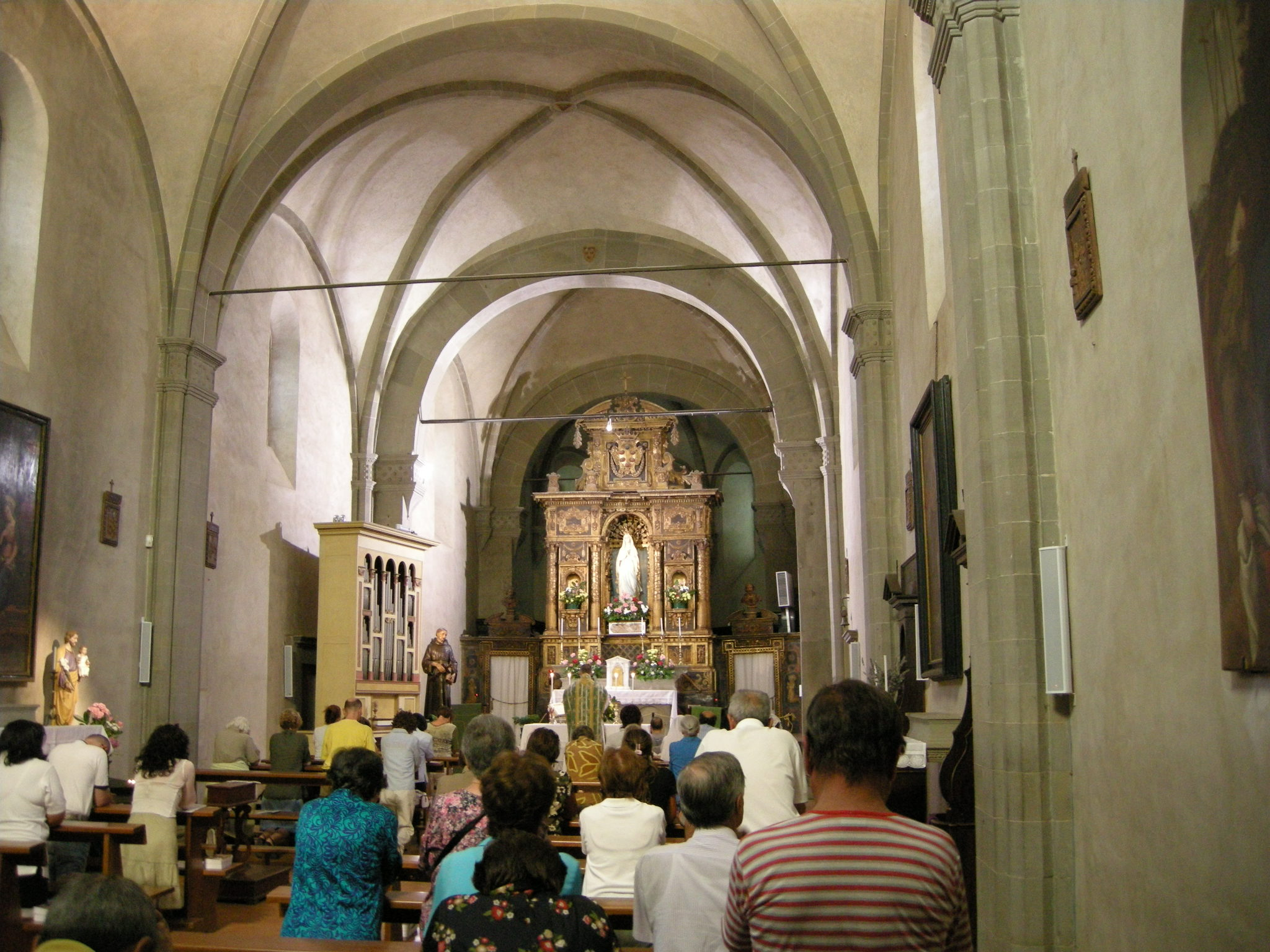
Interior de la iglesia

En 1427, por bula del Papa Martín V, pasó a ser habitada por religiosos; y alrededor de 1430 Cosimo instaló una biblioteca con muchos libros valiosos. El retablo Bosco ai Frati ejecutado por Fra Angelico al temple sobre madera (174x174 cm) y que data de 1450-1452, se conserva actualmente en el Museo nazionale di San Marco de Florencia .
En 1542 un terremoto ocasionó graves daños al convento, especialmente al campanario . El convento atravesó una vez más tiempos difíciles y fue suprimido por Napoleón . Después de la caída de este último, los frailes pudieron regresar y permanecieron hasta 1866, cuando el gobierno del recién unido Reino de Italia suprimió el convento. Sin embargo, el nuevo propietario, el marqués Gerini, reconstruyó la iglesia y luego devolvió el convento a los franciscanos .

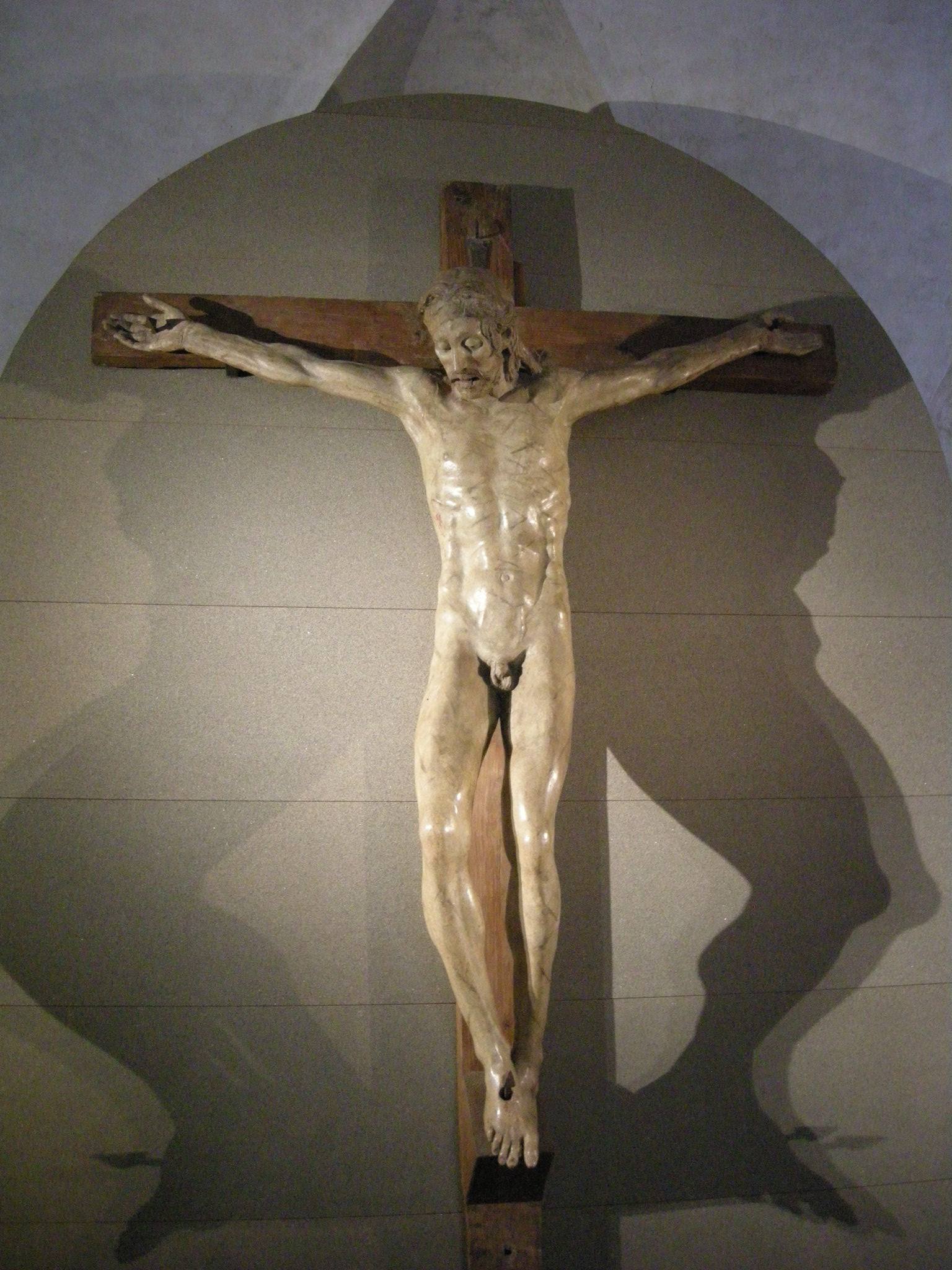
Crucifijo, escuela de Donatello

La iglesia contiene una pintura de Jacopo Ligozzi, firmada y fechada en 1579, que representa El establecimiento de la Tercera Orden Franciscana y un altar del siglo XVI muy decorado. La sacristía tiene un fresco al estilo de la Escuela Florentina de la primera mitad del siglo XV.
El claustro alberga un Museo di Arte sacra (Museo de Arte Sacro) que conserva un crucifijo de madera descubierto en 1950 y atribuido a Donatello o su taller (c. 1460). El museo también conserva vestimentas sagradas y objetos litúrgicos del convento, algunos con las armas de los Gerini. El claustro da acceso al refectorio de Michelozzo y a la huerta, contigua a las celdas de los frailes.
Giuliano Ughi della Cavallina, franciscano observante del siglo XVI, fue autor de una obra titulada Relazione dell'origine e del Progresso del Convento del Bosco (Relato de los orígenes y desarrollo del Convento del Bosco). Murió en el convento y allí fue enterrado.

## Arquitectura
Como en el caso de las villas de los Médici, en este complejo el arquitecto también combinó el nuevo gusto renacentista con la experiencia de la tradición arquitectónica medieval: en la construcción del coro utilizó aristas, bóvedas y marcos con clara referencia al gótico tardío, mientras que en el claustro, en el cenáculo y en las celdas de los monjes trabajó en armonía con los modelos de la nueva arquitectura madurada en el entorno urbano.
Frente a la fachada de la iglesia se colocó un pórtico de columnas rústicas, mientras que en el interior (de una sola nave) la huella de Michelozzo se reconoce en la bóveda de crucería con nervios de piedra serena y en la ampliación del coro, de formas poligonales grandiosas, frente al que se destaca un imponente retablo de madera tallada y dorada del siglo XVII, con el escudo de armas de los Médici.
La iglesia se presenta en una sola nave, cubierta en ocasiones por bóvedas de crucería, que termina en un coro poligonal ampliado durante las remodelaciones de Médici. Hay que imaginar, en el Quattrocento, a raíz de las intervenciones de Cosimo y del hijo Piero, una decoración muy diferente a la actual, y sin duda más rica.
A pesar de su modesto tamaño es un importante tipo de iglesia de una sola nave sin columnas.
El mobiliario actual pertenece al período entre Cinquecento y Seicento: en la pared derecha se encuentra una pala de ámbito cigolesco que representa una Deposizione, y poco después otra tela con la Madonna che porge il Bambino a San Francesco, colocada entre finales del siglo XV y comienzos del siglo XVI y atribuible a un pintor florentino aún anónimo. En la pared izquierda hay una mesa con una Annunciazione atribuida a Antonio del Ceraiolo, quizás de los años veinte del siglo XVI. Sigue un cuadro de Jacopo Ligozzi, firmado y datado en 1589, que representa la Alegoría del Cordón de San Francisco.
Frente al coro se encuentra el Altar de la Inmaculada, un retablo de madera del siglo XVI, con envases de oro, llevando las armas de los Medici, dado que fue encargado por el Gran Duque Fernando II, y la fecha de 1626. En el centro se halla una Madonna moderna, pero había un cuadro de la Inmaculada que hoy se conserva en el convento. A los lados hay un San Francisco y un San Bonaventura, todos de autor anónimo. La sacristía conserva un fresco de la Escuela florentina que data de la primera mitad del siglo XV.
La sacristía es también un ambiente michelozziano decorado con grandes armarios de nogal que conservaba hasta 1979 un Crucifisso tal vez de Baccio de Montelupo robado ese año.
Alrededor del claustro está organizado el Museo de Arte Sagrado: Desde allí se accede a la capilla de San Bonaventura donde se encuentra el pozo en el que, según la tradición, el santo solía lavar los platos. El Museo conserva el Crucifijo lineo, descubierto en 1950 y atribuido a Desiderio de Settignano o, por críticos autorizados, a Donatello, tanto por la alta calidad de la obra como por una datación vinculable a su colaboración en Mugello con Michelozzo (1430-1435). El Museo también alberga paramentos sagrados, objetos de culto del convento, algunos de los cuales presentan el sello de los Gerini. Desde el claustro se pasa al refectorio de Michelozzo y al huerto-jardín, adyacente a las celdas de los frailes.

## Obra de Arte antiguamente en Bosco ai Frati
- Fra Angelico, Retablo Bosco ai Frati, ahora en el Museo nazionale di San Marco

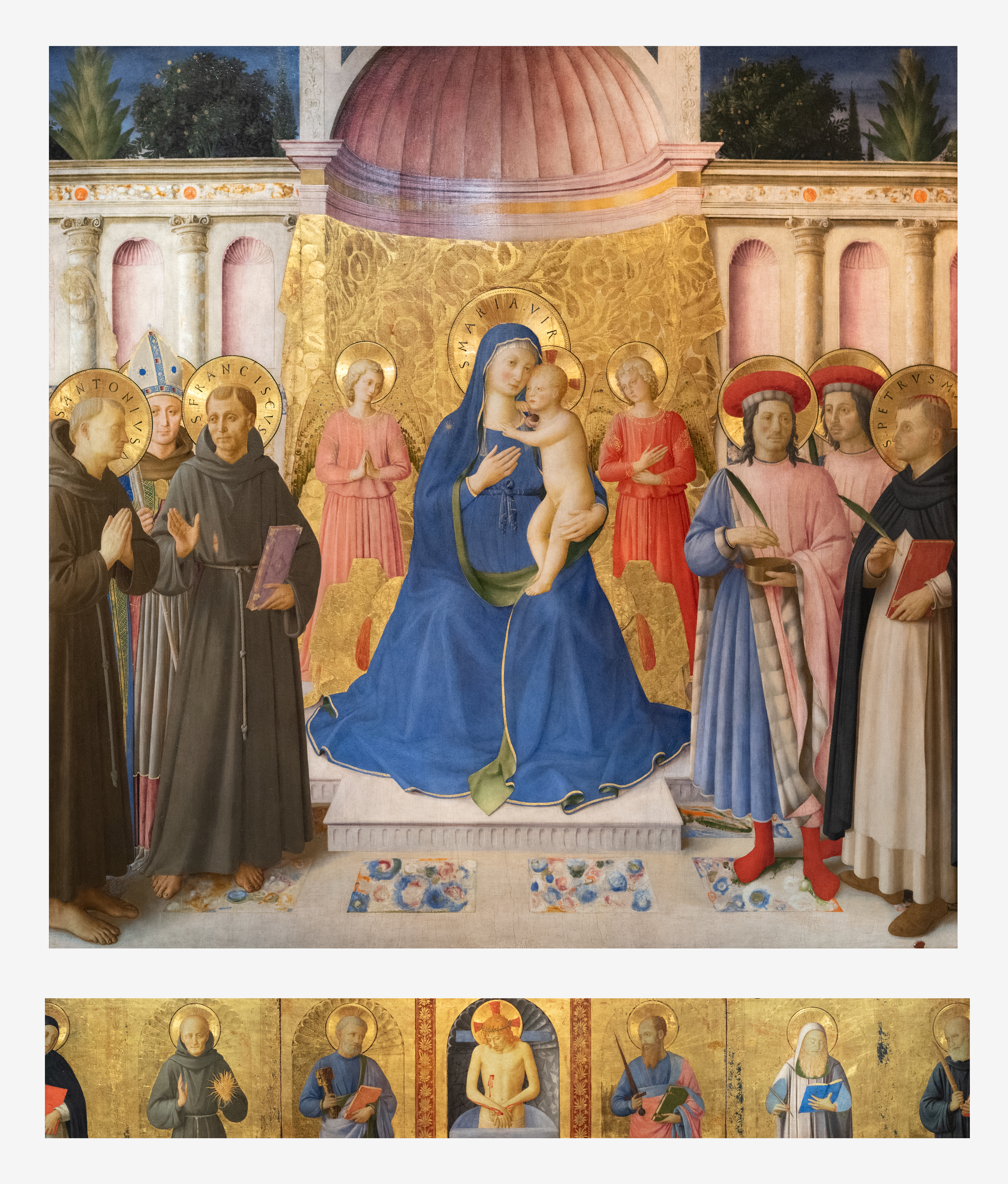
Fra Angelico, Retablo Bosco ai Frati